# Tatsuto Nakagawa
Tatsuto Nakagawa (japanisch 中川 達人; * 17. Oktober 1998) ist ein japanischer Leichtathlet, der sich auf den Hammerwurf spezialisiert hat. 2025 wurde er in Gumi Vizeasienmeister.

## Sportliche Laufbahn
Erste internationale Erfahrungen sammelte Tatsuto Nakagawa im Jahr 2025, als er bei den Asienmeisterschaften in Gumi mit einer Weite von 71,97 m die Silbermedaille hinter dem Chinesen Wang Qi gewann.
2024 wurde Nakagawa japanischer Meister im Hammerwurf.